# Xã Ten Lake, Quận Beltrami, Minnesota
Xã Ten Lake (tiếng Anh: Ten Lake Township) là một xã thuộc quận Beltrami, tiểu bang Minnesota, Hoa Kỳ. Năm 2010, dân số của xã này là 1.026 người.